# Muskrat Creek (Wind River)
Der Muskrat Creek ist ein etwa 111 km langer, rechter Nebenfluss des Wind River im Zentrum des US-Bundesstaates Wyoming. „Muskrat“ ist der englische Name der Bisamratte.

## Verlauf
Der Muskrat Creek entspringt im Muskrat Basin nordwestlich der Granite Mountains im östlichen Fremont County auf einer Höhe von etwa 2040 m, rund 20 km nördlich von Jeffrey City und 60 km südöstlich von Riverton. Von dort fließt er zunächst in nördliche Richtung, unterquert den Wyoming Highway 136 und erreicht das Wind River Basin. In leicht mäandrierendem Verlauf fließt der Muskrat Creek durch die Castle Gardens und wendet sich im weiteren Verlauf nach Nordwesten. Mit Conant Creek und Dry Cheyenne Creek erhält er von links seine längsten Zuflüsse, erreicht kurz vor seiner Mündung die Wind River Indian Reservation und mündet unmittelbar südlich des Boysen Reservoir auf einer Höhe von 1441 m in den Wind River.

## Hydrologie
Der Muskrat Creek ist als Nebenfluss des Wind River Teil des Einzugsgebietes des Bighorn River, der über Yellowstone River, Missouri und Mississippi in den Golf von Mexiko entwässert. Das Einzugsgebiet des Muskrat Creek umfasst ein Areal von etwa 1900 km² und grenzt an die Einzugsgebiete von Poison Creek im Norden und Osten, Sweetwater River im Süden sowie Alkali Creek im Westen. Durch seine Lage im semiariden Wind River Basin weist der Muskrat Creek eine periodische Wasserführung auf.

## Belege
1. 1 2 3 4 5 6  Muskrat Creek. In: Geographic Names Information System. United States Geological Survey, United States Department of the Interior (englisch).